# HMS King George V (1911)
La HMS King George V fu la prima corazzata dell'omonima classe di corazzate dreadnought costruita dalla Royal Navy nei primi anni 1910. Passò la maggior parte della sua carriera assegnata alla Home o Grand Fleet, servendo spesso come ammiraglia. Oltre alla fallita intercettazione di alcune navi tedesche che avevano bombardato Scarborough, Hartlepool e Whitby nel 1914, la battaglia dello Jutland nel maggio 1916 e l'inconclusiva azione del 19 agosto 1916, il suo servizio nella prima guerra mondiale consistette generalmente in pattugliamenti del Mare del Nord e in esercitazioni.
Dopo la guerra la King George V divenne l'ammiraglia della Home Fleet e poi della Reserve Fleet prima che fosse assegnata alla Mediterranean Fleet verso la fine del 1920. La nave evacuò rifugiati durante l'incendio di Smirne nel settembre 1922 prima di tonare a casa all'inizio del 1923. La King George V fu posta in riserva e usata come nave scuola fino al 1926 e poi venduta per la demolizione secondo il trattato navale di Washington.

## Disegno e descrizione
La classe King George V fu disegnata come versione più grande e migliorata della precedente classe Orion. La King George V ebbe una lunghezza fuoritutto di 181,2 m, un baglio massimo di 27,2 m e un'immersione di 8,7 m. Dislocava 25 830 t con carico normale e 27 560 t a pieno carico. A partire dal 1918 il dislocamento massimo fu aumentato a 28 878 t. L'equipaggio contava 869 tra ufficiali e marinai al completamento e 1 114 nel 1916.
Le navi di questa classe erano propulse da due set di turbine a vapore Parsons a innesto diretto, ognuno collegato a due alberi con relative eliche, che usavano il vapore creato dalle 18 caldaie a carbone Babcock & Wilcox. Le turbine, che sviluppavano 20 000 kW all'asse, furono scelte per dare alle navi la velocità di 21 nodi. Durante le prove in mare del 4 novembre 1912 la King George V raggiunse la velocità di 22,4 nodi da una potenza di 24 625 kW. Aveva un'autonomia di 5 910 miglia nautiche alla velocità di crociera di 10 nodi.

### Corazzatura e armamento
Come la classe Orion, la classe King George V fu equipaggiata con 10 cannoni Mark V da 343 mm in 5 torrette binate idrauliche, tutte sull'asse di simmetria. Le torrette erano chiamate 'A', 'B', 'Q', 'X' e 'Y', da prua a poppa. L'armamento secondario consisteva in 16 cannoni Mark VII da 102 mm. Otto di questi erano montanti sul castello di prua, quattro sul cassero e quattro in casematte sul lato dello scafo davanti alla prima torretta a prua. Quattro cannoni da 47 mm a salve erano anche a bordo. La nave era equipaggiata anche con tre tubi lanciasiluri sommersi da 533 mm, uno su ogni fiancata e uno a poppa, con 14 siluri immagazzinati.
Le navi della classe King George V erano protette da una cintura corazzata al galleggiamento da 305 mm che si estendeva tra le barbette. I ponti variavano di spessore tra 25 e 102 mm con la porzione più spessa a protezione della timoneria a poppa. Le torrette principali erano spesse 279 mm e sostenute da barbette spesse 254 mm.

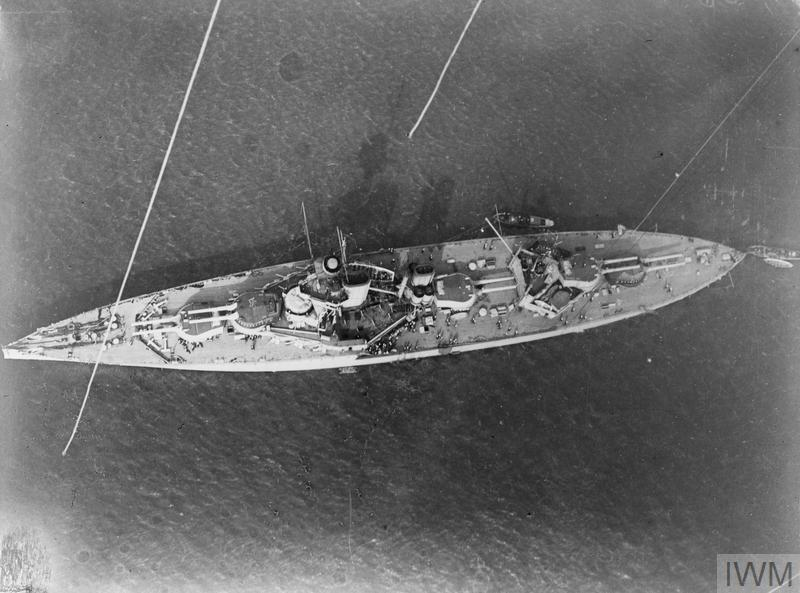
Vista aerea della King George V nel 1917

### Modifiche
Un sistema di puntamento fu installato sul tetto della coffa di vedetta nel 1914, prima dell'inizio della guerra. L'originale albero di prua a palo fu rinforzato da montanti flangiati per renderlo più resistente e permettergli di sorreggere il peso del nuovo apparecchio. Nell'ottobre 1914 furono aggiunti un paio di cannoni antiaerei da 76 mm. Le reti anti-siluro furono rimosse nel 1915-1916. Approssimativamente 81 t di ponti corazzati furono aggiunti dopo la battaglia dello Jutland e fu aggiunto anche un telemetro per la media distanza sopra la torre di comando. Nello stesso periodo la nave fu modificata per usare un pallone aerostatico d'osservazione. Per l'aprile 1917 i cannoni da 102 mm nelle casematte nello scafo erano stati rimossi dato che erano frequentemente inutilizzabili a causa del mare mosso. Le casematte furono coperte e alcune parti furono usate come cuccette. Lo stesso anno la coffa di vedetta fu allargata e l'albero di prua fu cambiato con uno a tripode per resistere all'ulteriore peso. Il tubo lanciasiluri di poppa fu smontato nel 1917-1918 e catapulte per gli aerei furono montate sulle torrette 'B' e 'Q' nel 1918.

## Costruzione e carriera

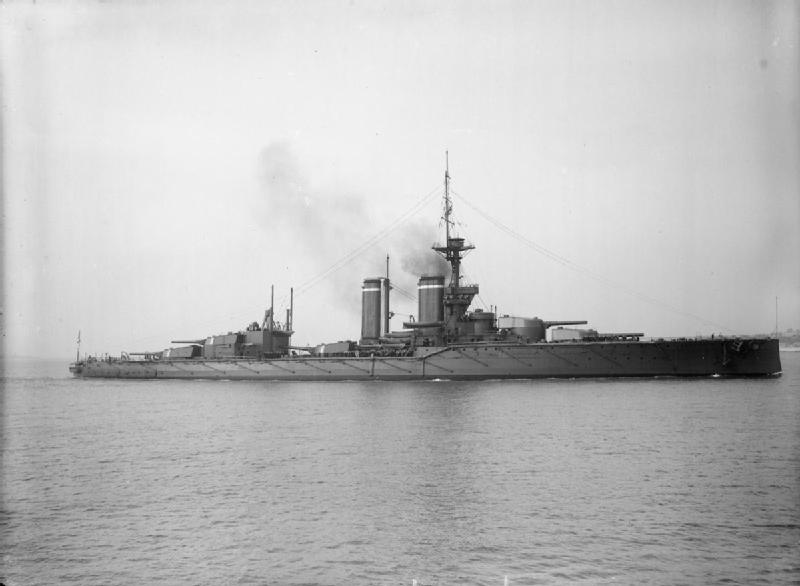
La King George V in navigazione, 1913 circa

La King George V, chiamata come il monarca regnante al momento dell'impostazione, Giorgio V, fu la prima nave con questo nome a servire nella Royal Navy. La nave doveva essere chiamata Royal George ma fu rinominata nel 1910. Fu impostata presso l'HMNB di Portsmouth il 16 gennaio 1911 e varata il 9 ottobre. Fu completata solo un anno dopo, nel novembre 1912, al costo di 1 961 096 £ ed entrò in servizio il 16 novembre al comando di Mark Kerr. La King George V fu assegnata al 2nd Battle Squadron, comandato dal viceammiraglio Sir George Warrender, e fu l'ammiraglia della squadra a partire dal 18 febbraio 1913. Fu in seguito riunita alle tre navi gemelle e insieme rappresentarono la Royal Navy durante le celebrazioni per la riapertura del Canale di Kiel, in Germania, tra il 23 e il 30 giugno 1914, tenutasi in concomitanza con la Settimana di Kiel. La principessa Irene di Assia e del Reno e i suoi figli visitarono la King George V il 24 giugno, seguiti dal Kaiser Guglielmo II il giorno seguente. Il 26 giugno fu tenuto a bordo un "at home", un ricevimento informale, in cui tutte le persone importanti di Kiel furono invitate, con la moglie dell'ammiraglio Warrender, Maude, come ospite. Il 29 dello stesso mese Warrender ospitò un pranzo per molti ammiragli anziani della Marina Imperiale Tedesca, incluso il Großadmiral (grand'ammiraglio) Alfred von Tirpitz e gli ammiragli Friedrich von Ingenohl e Carl von Coerper.

### Prima guerra mondiale

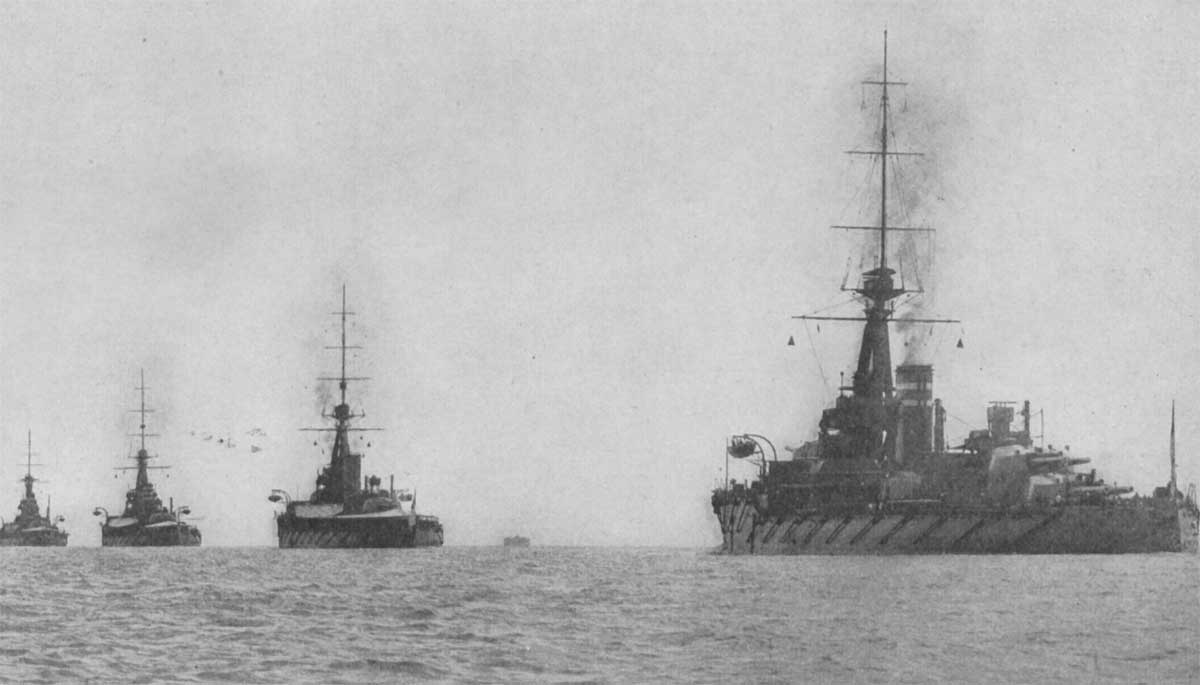
Il 2nd Battle Squadron in navigazione nel Solent, circa 1914. Da sinistra a destra: King George V, Thunderer, Monarch e Conqueror.

Tra il 17 e il 20 luglio 1914 la King George V fece parte di un test di mobilitazione e rivista della flotta, parte della risposta britannica alla crisi di luglio. Arrivò a Portland il 25 luglio e quattro giorni dopo le fu ordinato di proseguire col resto della Home Fleet verso Scapa Flow per salvaguardare la flotta da possibili attacchi a sorpresa tedeschi.  Nell'agosto 1914, dopo lo scoppio della prima guerra mondiale, la Home Fleet fu riorganizzata col nome di Grand Fleet e posta sotto il comando dell'ammiraglio Sir John Jellicoe. Ripetuti messaggi su sottomarini nemici a Scapa Flow portarono Jellicoe a concludere che le difese erano inadeguate e ordinò che la Grand Fleet si disperdesse tra le altre basi fino a quando le difese dell'area non fossero state rinforzate. Il 16 ottobre il 2nd Battle Squadron fu mandato a Loch na Keal sulla costa occidentale della Scozia. La squadra partì per esercitazioni di tiro davanti alla costa settentrionale dell'Irlanda la mattina del 27 ottobre e la gemella Audacious colpì una mina posata qualche giorno prima dal posamine ausiliario SS Berlin. Pensando che la nave fosse stata silurata da un sottomarino, le altre corazzate furono fatte evacuare dall'area mentre le navi minori prestavano soccorso. Nel tardo novembre 1914 la King George V ebbe dei problemi con i condensatori di bordo, anche se era appena stata sottoposta ad una revisione. Questo obbligò la nave a ritirarsi dalle operazioni mentre i tubi del condensatore di sinistra venivano cambiati, ovvero fino al 12 dicembre.

#### Bombardamento di Scarborough, Hartlepool e Whitby
La Room 40 della Royal Navy intercettò e decrittò il traffico radio tedesco contenente i piani per un attacco tedesco a Scarborough, Hartlepool e Whitby a metà dicembre usando quattro incrociatori da battaglia del I Aufklärungsgruppe del Konteradmiral (contrammiraglio) Franz von Hipper. I messaggi radio non menzionavano che la Hochseeflotte con quattordici dreadnoughts e otto pre-dreadnought avrebbe rinforzato Hipper. Le navi di entrambi gli schieramenti lasciarono i porti il 15 dicembre e i Britannici intendevano tendere un'imboscata ai Tedeschi sulla via del ritorno. Furono riunite sei dreadnought del 2nd Battle Squadron, incluse la King George V e le sue gemelle Ajax e Centurion, e si unirono al corpo maggiore in supporto ai quattro incrociatori da battaglia del viceammiraglio David Beatty.
Le forze di avanscoperta di entrambi i lati incapparono le une nelle altre nell'oscurità delle prime ore del 16 dicembre con il brutto tempo. I Tedeschi ebbero la meglio nell'iniziale scambio di fuoco, danneggiando severamente alcuni cacciatorpediniere britannici, ma von Ingenohl, comandante della Hochseeflotte, ordinò alle sue navi di tornare indietro, preoccupato della possibilità di un massiccio attacco dei cacciatorpediniere inglesi alla luce dell'alba. Una serie di comunicazioni errate ed errori dei Britannici permise alle navi di Hipper di evitare il contatto con le forze di Beatty.

#### 1915–1916
La ritubolatura del condensatore di dritta della nave presa dalla fine di dicembre al 4 gennaio 1915. Le navi di Jellicoe, inclusa la King George V, condussero esercitazioni di tiro tra il 10 e il 13 gennaio a ovest delle Orcadi e delle Shetland. La sera del 23 gennaio il grosso della Grand Fleet partì in supporto degli incrociatori di Beatty, ma la flotta era troppo distante per partecipare alla battaglia di Dogger Bank il giorno seguente. Tra il 7 e il 10 marzo la Grand Fleet fece una sortita nel Mare del Nord settentrionale durante la quale condusse manovre d'addestramento. Un'altra crociera simile ci fu tra il 16 e il 19 marzo. L'11 aprile la Grand Fleet condusse un pattugliameto de Mare del Nord centrale e ritornò in porto il 14 aprile. Un altro pattugliamento dell'area fu effettuato ta il 17 e il 19 aprile, seguito da esercitazioni di tiro davanti alle Shetland il 20 e 21 aprile.
La Grand Fleet effettuò sortite nel Mare del Nord centrale tra il 17 e il 19 maggio e fra il 29 e il 31 senza incontrare alcuna nave tedesca. Dall'11 al 14 giugno la flotta svolse esercitazioni di tiro ed esercizi di battaglia a ovest delle Shetland e un altro allenamento davanti alle stesse isole iniziò l'11 luglio. Il 2nd Battle Squadron condusse esercitazioni di tiro Moray Firth il 2 agosto e poi ritornò a Scapa Flow. Tra il 2 e il 5 settembre la flotta svolse un'altra crociera nel Mare del Nord settentrionale e svolse esercitazioni di tiro. Per tutto il resto del mese la Grand Fleet scolse numerosi esercizi d'addestramento. la nave, insieme alla maggior parte della Grand Fleet, condusse un'altra sortita nel Mare del Nord tra il 13 e il 15 ottobre. Quasi tre settimane dopo la King George V  partecipò ad un'ulteriore operazione d'addestramento a ovest delle Orcadi trail 2 e il 5 novembre e ripeté l'esercizio all'inizio di dicembre. Warrender fu sostituito dal viceammiraglio Sir Martyn Jerram il 16 dicembre.
La Grand Fleet uscì in risposta all'attacco tedesco contro forze leggere britanniche vicino al Dogger Bank il 10 febbraio 1916, ma fu richiamata due giorni dopo quando si scoprì che nell'azione non avevano preso parte forze tedesche più grandi di un cacciatorpediniere. La flotta partì per incrociare nel Mare del Nord il 26 febbraio. Jellicoe aveva pensato di usare la Forza di Harwich per pattugliare la baia di Helgoland ma il maltempo bloccava le operazioni nel Mare del Nord meridionale. Le operazioni furono quindi confinate all'estremo settentrionale del Mare. Un altro pattugliamento iniziò il 6 marzo ma dovette essere abbandonato perché le condizioni meteomarine per i cacciatorpediniere di scorta stavano diventando troppo gravose. Nella notte del 25 marzo la King George V e il resto della flotta lasciarono Scapa Flow in supporto degli incrociatori di Beatty e altre forze leggere che stavano attaccando la base Zeppelin di Tønder. Per il momento in cui arrivò il grosso della flotta, il 26 marzo, le forze tedesche e britanniche si erano già disingaggiate e una forte burrasca metteva in pericolo il naviglio minore, quindi fu ordinato di rientrare alla base. Il 21 aprile la Grand Fleet svolse una dimostrazione davanti a Horns Rev per distrarre i Tedeschi mentre la Marina Imperiale Russa posava nuovamente i suoi campi minati difensivi nel Baltico. La flotta ritornò a Scapa Flow il 24 aprile e fece rifornimento prima di procedere a sud in risposta ai messaggi dell'intelligence che i Tedeschi stessero per lanciare un raid su Lowestoft, ma arrivarono nell'area quando i teutonici avevano già rinunciato. Tra il 2 e il 4 maggio la flotta condusse un'altra dimostrazione davanti a Horns Rev per tenere l'attenzione dei Tedeschi sul Mare del Nord.

#### Battaglia dello Jutland
In un tentativo di stanare e distruggere una porzione della Grand Fleet, la Hochseeflotte, composta da sedici dreadnought, sei pre-dreadnought e navi di supporto, lasciò la baia di Jade al mattino presto del 31 maggio. La flotta navigava insieme a cinque incrociatori di Hipper. La Room 40 intercettò e decrittò il traffico radio tedesco contenente i piani dell'operazione. In risposta, l'Ammiragliato ordinò alla Grand Fleet, in totale 28 dreadnoughts e 9 incrociatori da battaglia, di uscire di notte per accerchiare e distruggere la Hochseeflotte.
Il 31 maggio la King George V, al comando del capitano Frederick Field, fu la prima nave della line di battaglia dopo la disposizione. Sparò due bordate per un totale di nove proiettili comuni contro l'incrociatore SMS Derfflinger verso le 19:17, ma dovette tornare indietro alle19:22 per evitare un attacco dei cacciatorpediniere e poi dovette virare per evitare le navi del 1st Light Cruiser e del 2nd Cruiser Squadron. Questo fu l'unica volta che la nave fece fuoco durante una battaglia.

#### Attività successiva

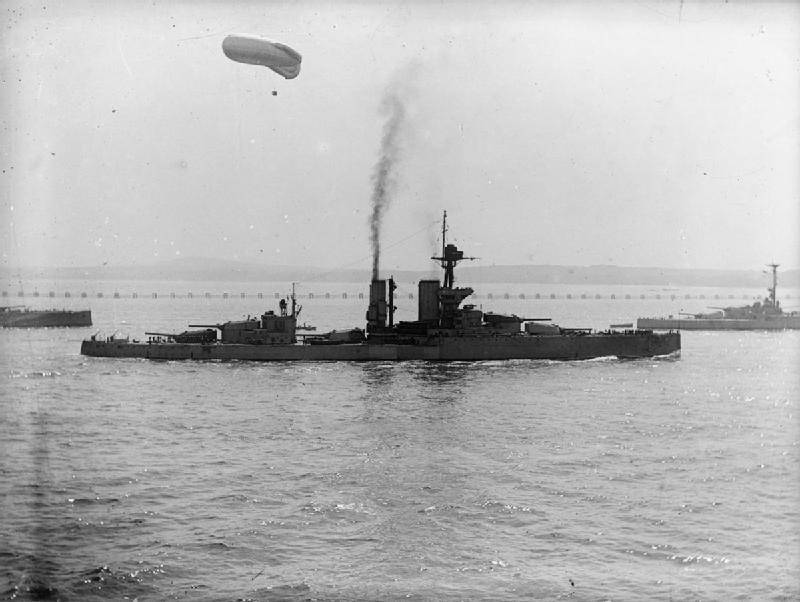
La King George V in navigazione a Scapa Flow, 1917, si noti il pallone aerostatico.

La Grand Fleet uscì il 18 agosto per tendere un'imboscata alla Hochseeflotte mentre avanzava nella parte meridionale del Mare del Nord ma una serie di comunicazioni errate e di errori non permise a Jellicoe d'intercettare la flotta tedesca prima che rientrasse in porto. Due incrociatori leggeri furono affondati da U-boot tedeschi durante l'operazione, spingendo Jellicoe a decidere di non rischiare più le unità maggiori della flotta più a sud di 55° 30' N a causa dell'alto numero di sottomarini e mine. L'ammiragliato concordò e decise che la Grand Fleet non dovesse più prendere il mare se non per un tentativo d'invasione da parte dei Tedeschi o se ci fosse stata una forte possibilità di ingaggiare il nemico in condizioni favorevoli. Il viceammiraglio Sir John de Robeck sostituì Jerram il 3 dicembre.
Nell'aprile 1918 la Hochseeflotte uscì di nuovo per attaccare i convogli britannici verso la Norvegia. Mantennero il silenzio radio durante l'operazione, fatto che impedì alla Room 40 di allertare il nuovo comandante della Grand Fleet, l'ammiraglio Beatty.  I britannici si resero conto della situazione solo dopo che un incidente a bordo dell'incrociatore da battaglia SMS Moltke obbligò la nave a rompere il silenzio radio per informare il comando tedesco della sua condizione. Beatty ordinò alla Grand Fleet di prendere il mare ed intercettare i Tedeschi, ma non fu in grado di raggiungere la Hochseeflotte prima che ritornasse in Germania. La King George V era presente a Rosyth, in Scozia, quando la Hochseeflotte si arrese lì il 21 novembre e rimase parte del 2nd Battle Squadron fino al 1 marzo 1919.

### Attività del dopoguerra
Il 1º marzo 1919 la King George V fu assegnata al 3rd Battle Squadron e servì come nave ammiraglia del viceammiraglio Sir Henry Oliver (1865–1965), comandante della Home Fleet e della squadra dal 22 marzo dallo stesso anno. Il 1 novembre il 3rd Battle Squadron fu smantellato e la King George V fu trasferita alla Reserve Fleet a Portsmouth. Era ancora l'ammiraglia di Oliver, anche se egli era ora in comando della Reserve Fleet. La nave fu sostituita come ammiraglia dalla Orion il 14 settembre 1920 e iniziò un raddobbo in previsione della sua assegnazione al 4th Battle Squadron della Mediterranean Fleet.
La King George V fu riassegnata il 31 ottobre e salpò per il Mediterraneo. Nel febbraio 1921, insieme alla corazzata Benbow e a diversi cacciatorpediniere, condusse esercizi d'addestramento nel Mare di Marmara. Mentre passava tra Mitilene e la costa turca, nella notte tra il 2 e il 3 settembre 1922, la nave colpì uno scogliò non riportato sulla carta che allagò una delle sale caldaie. Il contrammiraglio della squadra dovette trasferire la sua bandiera sulla corazzata Marlborough e la King George V dovette trasferire alcuni uomini dell'equipaggio per riportare la nave a Smirne, in Turchia. Era presente durante il grande incendio di Smirne nella metà settembre 1922 ed evacuò 130 rifugiati a Malta il 16 settembre mentre si recava lì per le riparazioni permanenti.
Nel gennaio 1923 la nave ritornò a casa e diventò una nave per l'addestramento degli artiglieri a Devonport. Fu sollevata dall'incarico in novembre e la King George V fu messa in riserva. Fu in seguito assegnata alla scuola di addestramento HMS Impregnable. Il 28 settembre 1926 la nave fu radiata e posta sulla lista di vendita dal 1º dicembre per sottostare alle norme sul tonnellaggio del Trattato Navale di Washington. Nello stesso mese la King George V fu venduta alla Alloa Shipbreaking Company e arrivò a Rosyth il 27 gennaio 1927 per essere demolita.